# Microunguis
Microunguis  (лат.) — род тлей из подсемейства Hormaphidinae (Nipponaphidini). Восточная и Юго-Восточная Азия (Япония, Корея, Китай, Тайвань, Филиппины, Малайзия, Индонезия.

## Описание
Мелкие насекомые, длина около 1 мм, коричневого цвета.
Ассоциированы с растениями Quercus, Phoebe. Близок к тлям рода Thoracaphis, но отличается очень короткими насегментированными антеннами. Иногда включался в состав рода тлей Neothoracaphis.
- Microunguis depressa (Takahashi)
  - =Thoracaphis depressus